# Ляхов Валерій Борисович
Валерій Борисович Ляхов (нар. 10 вересня 1965, Вінниця) — український геральдист, живописець, офіцер Збройних Сил України, член Українського геральдичного товариства і Національної спілки журналістів України.

## Біографія
Навчався у Вінницькій художній школі. Закінчив Львівське вище військово-політичне училище в 1986 р. З 1986 р. по 1992 р. проходив військову службу у ВПС СРСР, з 1992 р. по 1998 р. — у ВПС України.
У 1993—1997 рр. створив систему нагрудних та нарукавних знаків, символів та емблем, офіційних подарунків ВПС України.
У жовтні 1994 року в терміновому порядку разом з підполковником Рубаном розробив ескізи емблем для льотно підйомного складу ВПС України, який брав участь в міжнародних авіа шоу та інших акціях.
Обіймав посаду начальника музею Центру культури, просвіти та дозвілля Військово-Повітряних Сил України (Будинок офіцерів у Вінниці), для оформлення фасаду будівлі якого розробив емблему ВПС України.
Розробив схему фарбування літаків Міг-29 пілотажної групи «Українські соколи». Брав участь у авіашоу у Великій Британії, Австрії та Чехії.
У 2003—2008 р. з групою фахівців брав участь у реставрації бойових літаків в експозиції Державного музею авіації.
Створив геральдичну лабораторію «Авіастиль» у м. Вінниця, яка займається створенням та виготовленням символіки, зокрема авіаційної тематики, для військовослужбовців ЗСУ та державних службовців різних відомств.

## Роботи

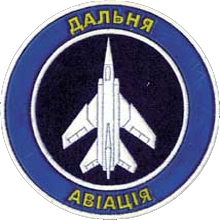
Нарукавний знак Дальньої авіації Повітряних сил України, 1996 рік
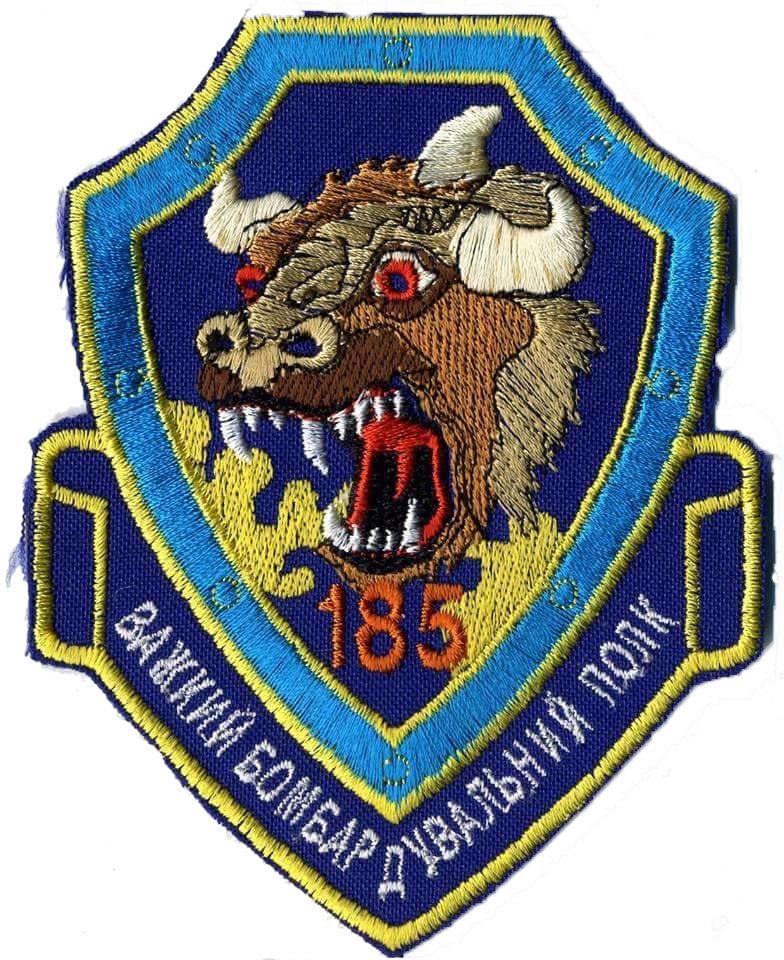
Нарукавний знак 185 ВБАП
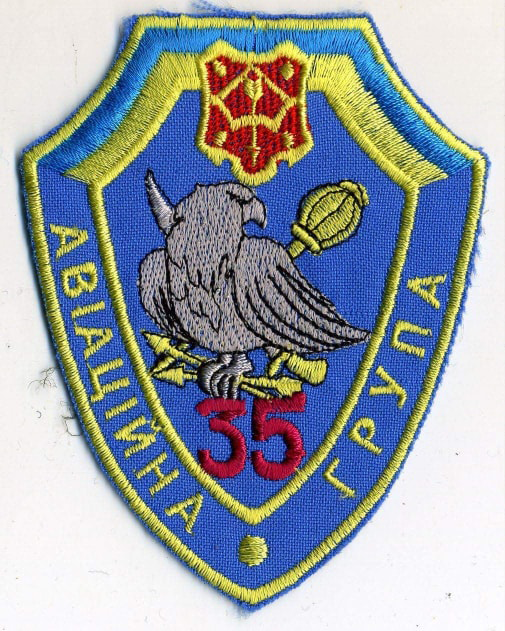
Нарукавний знак 35-та авіаційна група
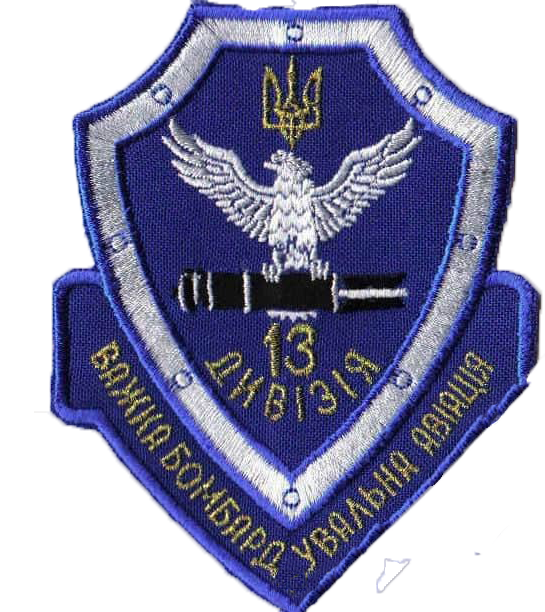
Шеврон 13 важкої бомбардувальної авіаційної дивізії.
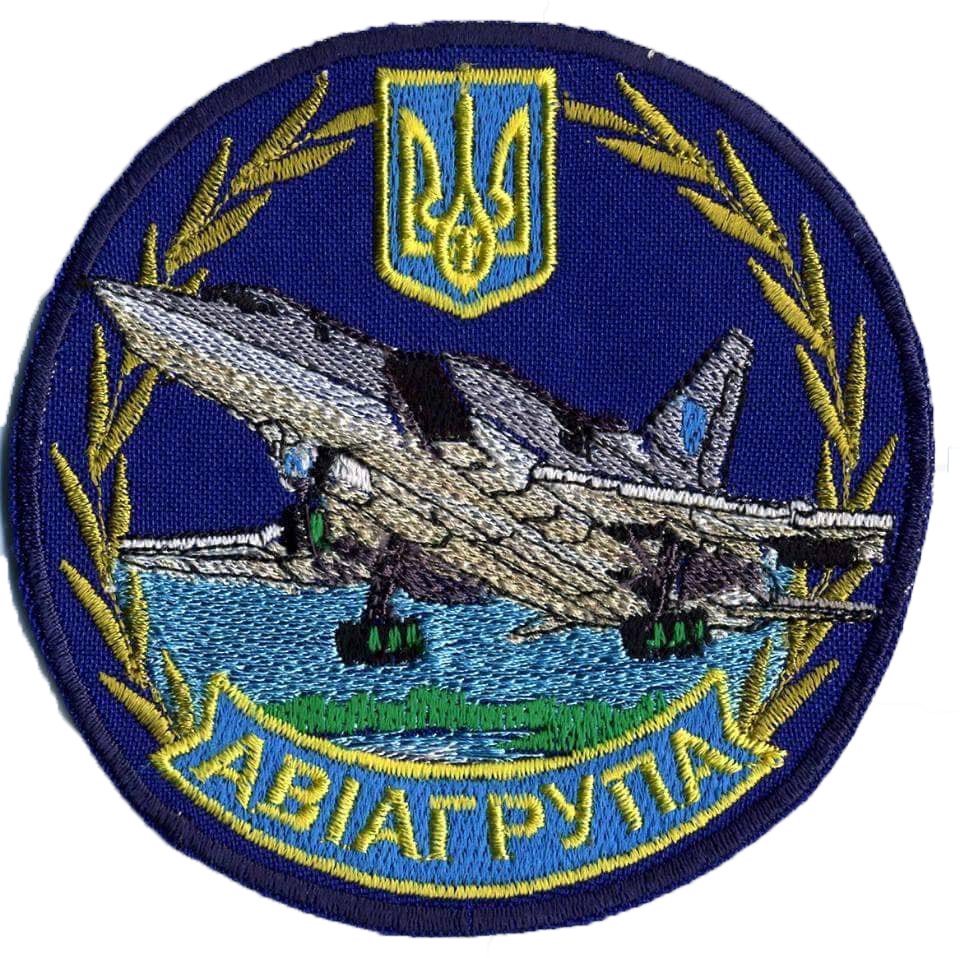
Шеврон Авіаційна група дальньої авіації Збройних сил України 2002-2003 рік.
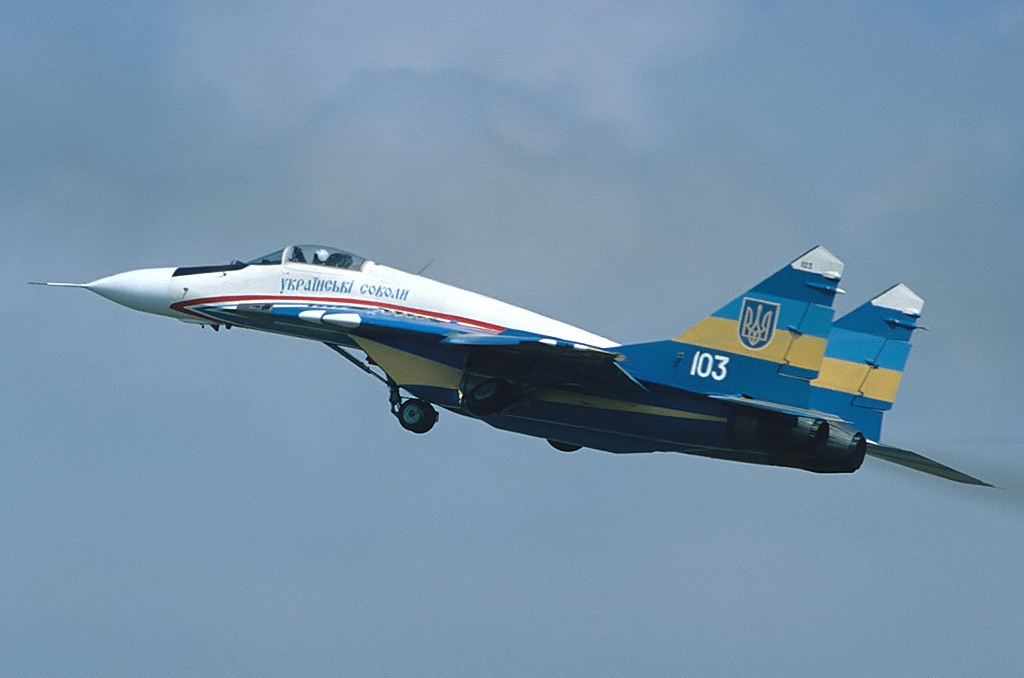
Схема фарбування Українських Соколів.
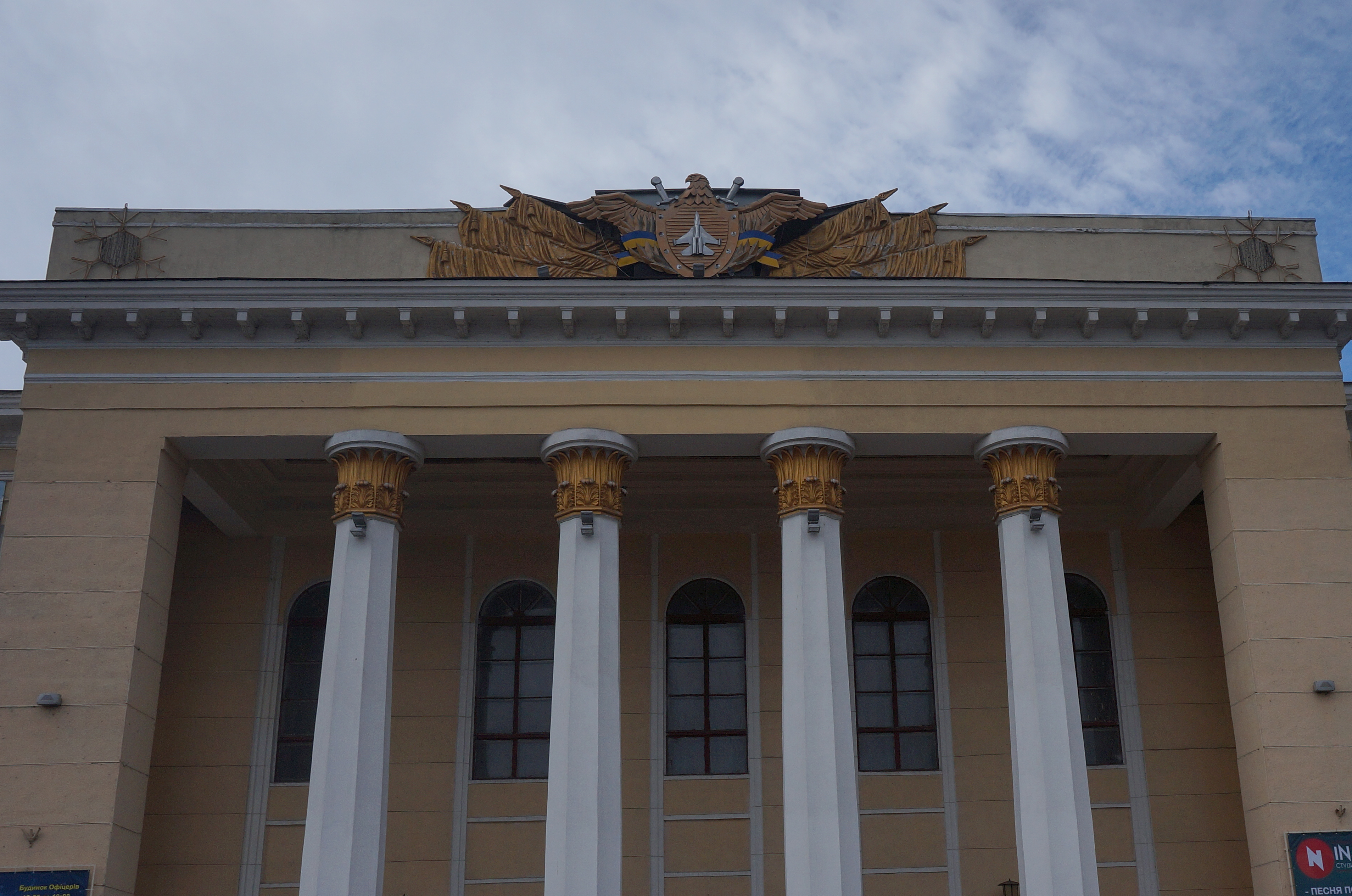
Будинок офіцерів, Вінниця